# جرن العدن (جبلة)

تعديل مصدري - تعديل

جرن العدن هي إحدى قرى عزلة الربادي بمديرية جبلة التابعة لمحافظة إب، بلغ تعداد سكانها 329 نسمة حسب تعداد اليمن لعام 2004.